# سيزار إدواردو غونزاليس
سيزار إدواردو غونزاليس (بالإسبانية: César Eduardo González Amais) (1 أكتوبر 1982 بماتورين في فنزويلا - ) هو لاعب كرة قدم فنزويلي في مركز الهجوم. شارك مع منتخب فنزويلا لكرة القدم. أما مع النوادي، فقد لعب مع أتليتيكو هويلا وجيمناسيا لابلاتا وديبورتيفو تاشيرا وديبورتيفو كالي وريفر بليت ونادي أتليتيكو كولون ونادي سان لويس ونادي كاراكاس ونادي كوريتيبا وهوراكان ونادي موناغاس الرياضي.

## وصلات خارجية
- سيزار إدواردو غونزاليس على موقع قاعدة بيانات كرة القدم.إي يو (الإنجليزية)
- سيزار إدواردو غونزاليس على موقع ناشيونال فوتبول تيمز (الإنجليزية)
- سيزار إدواردو غونزاليس على موقع Soccerway.com (الإنجليزية)
- سيزار إدواردو غونزاليس على موقع AS.com (الإسبانية)